# Reidsville (Carolina do Norte)
Reidsville é uma cidade localizada no estado norte-americano de Carolina do Norte, no Condado de Rockingham.

## Demografia
Segundo o censo norte-americano de 2000, a sua população era de 14.485 habitantes.
Em 2006, foi estimada uma população de 14.859, um aumento de 374 (2.6%).

## Geografia
De acordo com o United States Census Bureau tem uma área de
38,5 km², dos quais 34,6 km² cobertos por terra e 3,9 km² cobertos por água. Reidsville localiza-se a aproximadamente 253 m acima do nível do mar.

## Localidades na vizinhança
O diagrama seguinte representa as localidades num raio de 28 km ao redor de Reidsville.